# Andreina Griseri
Andreina Griseri (Mondovì, 25 gennaio 1925 – Torino, 25 febbraio 2022) è stata una storica dell'arte italiana.

## Biografia
Si laureò all’Università degli Studi di Torino nel 1948, ateneo in cui insegnò storia dell'arte moderna dal 1969 al 1976 nella facoltà di Magistero (ora denominata Scienze della formazione), poi dal 1976 al 1997 alla facoltà di Lettere e filosofia.
Il primo articolo, pubblicato appena dopo aver concluso gli studi all'università, apparve sugli Inediti di Claudio Francesco Beaumont (1949). Griseri proseguì gli approfondimenti e le richerche sul territorio piemontese attraverso la cultura figurativa, in particolare della corte Sabauda. Si occupò della sezione pittura della Mostra del Barocco piemontese curata da Vittorio Viale del 1963.
Autrice di diverse monografie, il suo saggio del 1966 su Jaquerio e il realismo gotico in Piemonte ha dato il via a molte ricerche sul Gotico italiano e internazionale; ne è seguita la pubblicazione Le Metamorfosi del Barocco, edita da Einaudi nel 1967.
Si avvicinò poi a nuovi studi sull'architettura neoclassica e neogotica in Piemonte, pubblica il libro Architettura dell’eclettismo; un saggio su Giovanni Battista Schellino, con Roberto Gabetti.
Seguirono molti altri studi, tra cui quelli dedicati alla villa di Cristina di Borbone-Francia sui colli di Torino: da queste ricerche nacque il saggio Il Diamante. La Villa di Madama Reale Cristina di Francia del 1988. Per l'Istituto dell'Enciclopedia Italiana redasse diverse voci del Dizionario biografico degli italiani. Portò avanti le sue ricerche sul Settecento nell'arte italiana, dall'Arcadia all'Illuminismo.
Morì nel 2022.

## Riconoscimenti
Numerosi i ruoli ricoperti in incarichi pubblici e riconoscimenti:
- membro corrispondente dell'Accademia Nazionale dei Lincei;
- socia nazionale dell'Accademia delle Scienze di Torino;
- accademica cultrice dell'Accademia nazionale di San Luca;
- socia effettiva della Deputazione Subalpina di storia patria.

## Opere
- Jaquerio e il realismo gotico in Piemonte, 1966.
- Le metamorfosi del Barocco, 1967.
- Il Diamante La Villa di Madama Reale Cristina di Francia, 1988.
- La Palazzina di Stupinigi, 1989.
- Milleottocentoquarantotto: Torino, l'Italia, l'Europa, 1998.